# 成安镇
成安镇，是中华人民共和国河北省邯郸市成安县下辖的一个乡镇级行政单位。

## 行政区划
成安镇下辖以下地区：
张庄村、桃圈村、北阳村、东关南村、东关东村、东关北村、东街村、衙前街村、南街村、北街村、西街村、高庄村、范耳庄村、南鱼口村、北鱼口村、林里堡村、史庄村、南彭留村、东彭留村、西彭留村、王彭留村、北漳东村、北漳南村、北漳西村、北漳北村、西魏村西村、西魏村东村和东魏村。